# 12688 Baekeland
12688 Baekeland este un asteroid din centura principală de asteroizi.

## Descriere
12688 Baekeland este un asteroid din centura principală de asteroizi. A fost descoperit pe 13 februarie 1988 la Observatorul La Silla de Eric Walter Elst. Asteroidul prezintă o orbită caracterizată de o semiaxă mare de 2,69 ua, o excentricitate de 0,16 și o înclinație de 12,1° în raport cu ecliptica.